# Torfaen
Torfaen é uma das 22 subdivisões administrativas autônomas do País de Gales, sob o título de county borough. Localiza-se dentro das fronteiras dos antigo condado de Monmouthshire e foi originalmente formada em 1974 como um distrito do condado de Gwent (county of Gwent) e em 1996 foi reconstituída como uma subdivisão de Gales.

## Etimologia
Torfaen, que significa "quebra pedra" em galês, é o nome antigo do rio que corre pelo condado desde sua nascente em Blaenavon. O rio em questão é agora conhecido como Afon Lwyd (rio cinza, em português).

## Características da região
A região tem uma população de 91.00 habitantes. A maior parte do sul da região é urbanizada e compreende a cidade de Cwmbran e sua conurbação com Pontypool. O norte do condado é mais verde e possui vastas áreas rurais, especialmente na direção de Blaenavon.
O centro administrativo é Pontypool, localizado no centro geográfico do condado. A maior parte da administração política é conduzida do Centro Cívico ali, embora as instalações no County Hall em Cwmbran são dividas com o concelho do condado de Monmouthshire.

### Cidades e vilas
Lista de cidades e vilas.
| 1. Abersychan 2. Blaenavon 3. Castell-y-bwch 4. Coedcae 5. Croesyceiliog 6. Croes-y-mwyalch 7. Cwm Ffrwd-oer 8. Cwmbran 9. Griffithstown 10. Henllys 11. Llanfrechfa | 1. lantarnam 2. New Inn 3. Ponthir 4. Pontnewydd 5. Pontnewynydd 6. Pontrhydyrun 7. Pontypool 8. Sebastopol 9. Tranch 10. Trevethin 11. Upper Cwmbran 12. Varteg |

## Marcos locais

### Pontypool Park
Pontypool Park é o nome dado à antiga residência do diretor de Pontypool (agora uma escola secundária) e os 160 acres (0.65 km2) do parque que a envolvem. O parque contém o Centro de Lazer de Pontypool (Pontypool Leisure Centre), instalações esportivas e é a casa do time de rúgbi Pontypool RFC. O parque inclui uma folly, um shell grotto e lagos ornamentais. A maior parte da área é de bosque, mas há uma extensa área aberta de gramado. O jardim American Gardens foi aberto ao público em 2008 depois de ter permanecido fechado ao público por muitos anos e um projeto de restauração estava a caminho.  O concílio do condado está atualmente mapiando todas as árvores que formam o parque para remover e replantas árvores doentes e morrendo.

### Cwmbran Shopping Centre
O Cwmbran Shopping Centre é anunciado como o maior shopping center coberto em Gales. O shopping inclui muitas lojas familiares.

### Blaenavon Booktown
A antiga cidade de mineração de Blaenavon no norte do condado é agora reconhecia pela UNESCO como um sítio Patrimônio da Humanidade e uma booktown (cidade com muitos antiquários e lojas de livros).